# Mauro Luna Diale
Mauro Luna Diale (Merlo, Provincia de Buenos Aires, Argentina; 26 de abril de 1999) es un futbolista argentino. Juega como delantero por afuera o extremo y su primer equipo fue Boca Juniors. Actualmente milita en Platense de la Liga Profesional.

## Trayectoria
Los inicios de Mauro Luna Diale fueron jugando baby fútbol, primero en un club de su barrio y luego en Social Parque, donde fue descubierto por el cazatalentos Ramón Maddoni, quien lo llevó a las inferiores de Boca Juniors.
En 2017 firmó su primer contrato y realizó la pretemporada con el plantel profesional. Sin embargo, nunca tuvo chances y apenas pudo sumar algunos minutos en un amistoso de verano; por lo que en enero de 2019, fruto de un convenio entre el Xeneize y Cerro Largo de Uruguay, fue cedido a préstamo por un año. En el club charrúa hizo su debut oficial el 17 de febrero siendo titular en la victoria 2-0 ante Danubio y a lo largo de la temporada se transformó en una de las figuras del equipo que fue la revelación del campeonato uruguayo al lograr una histórica clasificación a la Copa Libertadores.
A principios de 2020 regresó a Boca Juniors y si bien tenía la chance de extender su vínculo con Cerro Largo, prefirió buscar un club en Argentina. Es por esto que terminó recalando en Unión de Santa Fe.

## Estadísticas
- Actualizado al 16 de agosto de 2025

| Club                  | Div.                | Temporada           | Liga | Liga | Copa Nacional | Copa Nacional | Copa Internacional | Copa Internacional | Total | Total |
| Club                  | Div.                | Temporada           | PJ   | G    | PJ            | G             | PJ                 | G                  | PJ    | G     |
| --------------------- | ------------------- | ------------------- | ---- | ---- | ------------- | ------------- | ------------------ | ------------------ | ----- | ----- |
| Cerro Largo · Uruguay | 1.ª                 | 2019                | 29   | 5    | -             | -             | -                  | -                  | 29    | 5     |
| Cerro Largo · Uruguay | Total               | Total               | 29   | 5    | -             | -             | -                  | -                  | 29    | 5     |
| Unión Argentina       | 1.ª                 | 2019/20             | 0    | 0    | 0             | 0             | 0                  | 0                  | 0     | 0     |
| Unión Argentina       | 1.ª                 | 2020                | -    | -    | 9             | 3             | 4                  | 0                  | 13    | 3     |
| Unión Argentina       | 1.ª                 | 2021                | 12   | 4    | 2             | 0             | -                  | -                  | 14    | 4     |
| Unión Argentina       | 1.ª                 | 2022                | 26   | 3    | 12            | 2             | 6                  | 1                  | 44    | 6     |
| Unión Argentina       | 1.ª                 | 2023                | 25   | 3    | 15            | 1             | -                  | -                  | 40    | 4     |
| Unión Argentina       | 1.ª                 | 2024                | 4    | 0    | 15            | 2             | -                  | -                  | 19    | 2     |
| Unión Argentina       | Total               | Total               | 67   | 10   | 53            | 8             | 10                 | 1                  | 130   | 19    |
| Ajmat Grozni · Rusia  | 1.ª                 | 2024/25             | 15   | 1    | 8             | 0             | -                  | -                  | 23    | 1     |
| Ajmat Grozni · Rusia  | Total               | Total               | 15   | 1    | 8             | 0             | -                  | -                  | 23    | 1     |
| Platense Argentina    | 1.ª                 | 2025                | 2    | 0    | -             | -             | -                  | -                  | 2     | 0     |
| Platense Argentina    | Total               | Total               | 2    | 0    | -             | -             | -                  | -                  | 2     | 0     |
| Total en su carrera   | Total en su carrera | Total en su carrera | 113  | 16   | 61            | 8             | 10                 | 1                  | 184   | 25    |